# Саальское царство
Саальское царство, Сааль — государство древних майя на территории современного департамента Эль-Петен, Гватемала, недалеко от границы с Белизом, существовавшее в IV-IX веках.

## Ранняя история
Формирование государства происходило вокруг поселений Машам и Уак Кабналь, объединившиеся в одно целое (городище Наранхо). О ранней истории Сааля мало что известно. Основателем правящей династии Саиля является мифический Ик-Мин. В 259 г. до н. э. его потомок Пуй-Пуй-Ахав основал Машам.
Первым известным царём Сааля был Цикин-Балам, правивший в начале V века. Между 458 и 498 годами правил Наац-Чан-Ак, в начале VI века Кинич-Тахаль-Чак. Тогда Сааль был союзником Мутульского царства, их союз скрепляли династические браки. К 540 году Сааль признаёт превосходство Канульского царства. В то же время начинаются войны с царством Канту (Караколь).

## Войны с Канту
Во времена правления Ах-Восаль-Чан-Кинича начинается развитие столицы, при поддержке Кануля обеспечивается защита от враждебных соседей. Но после его смерти после 615 года последующими правителями Сааля становятся Кушах-Чан-Кинич и Какх-Чан-Чак. Во время их правления были поражения в войнах с Канту, которое поддержал Кануль.
Первая война с Канту произошла в 626 году, за местность под названием «Холмы Ко». В 626—627 годах войска Сааля проигрывают. Считается, что в этом Канту существенно помог Кануль. В 630 году Сааль смог нанести поражение врагу, но в 631 году была захвачена столица Наранхо и убит Кушах-Чан-Кинич.
После этого около 40 лет царь Какх-Чан-Чак восстанавливал столицу и войско. В 680 году ему удалось одолеть Канту, захватив её столицу Караколь. Но Канту смогла восстановиться, организовав коалицию с Канулем и другими соседними царствами она нанесла сокрушительное поражение Саалю. Между 680 и 682 года правящая династия в Саале обрывается.

## Восстановление династии
В 682 году дочь Балах-Чан-Кавиля, правителя Дос-Пиласа и союзника Кануля, Иш-Вак-Чан-Ахав восстановила правящею династию в Саале, выйдя замуж за представителя местной знати. Затем в 693 году она правила как регентша своего сына Как-Тилиу-Чан-Чака. При поддержке Кануля происходит расширение власти Сааля. В течение 693 года были побеждены следующие небольшие города: Кинчилькаб, Туубаль и Биталь. Вслед за этим началась война с Мутульским царством, в которой в 695 году Сааль одержал победу. Затем саальское войско объединилось с канульским, но в августе того же года потерпело сокрушительное поражение.
Но военная мощь Сааля сохранилась: в 696 году были побеждены неизвестные царства, в 698 году состоялась вторая победа над царством Кинчилькаб и чуть позже в том же году победа над царством Канвицнал (Уканаль).
В 706 году было повержено царство Йооц (северо-восточный Петен). В 710 году началась война с Йашха, которая закончилась 3 месяца спустя победой Сааля. В апреле 711 года Как-Тилиу-Чан-Чак подчинил царство Сакха. Правители Йооца и Канвицнала, воцарившиеся в 712 году, признали Сааль своим сюзереном. Также влияние Сааля сохранилось в Туубале. При этом Сааль стал независим от Кануля.
К концу 720-х военные походы продолжались. Наранхо стал третьим городом по величине в Петене, с населением до 10000 человек.

## Упадок
В 744 году коалиция во главе Мутуля напала на Сааль. Сааль потерпел поражения, а Стела 5 из Тикаля (столицы Мутуля) свидетельствует, что царь Сааля Яш-Майю-Чан-Чак был взят в плен и вскоре погиб. Это поражение привело к распаду Сааля. Борьбу с Мутулем продолжил Вилан-Чак-Ток-Ваиб, представитель саальской династии и правитель Хольмуля. Но в декабре 748 года он был побеждён и схвачен в плен.
После войны в Наранхо долго не было царя. В 746 году им стал Как-Йипий-Чан-Чак. Он и его преемники Как-Укалав-Чан-Чак и Кех-…ль-Кавиль находились под контролем Мутуля. В конце 770-х Сааль действовал в своих интересах, захватив небольшие города (Биталь, Туубаль).
В середине 780-х были попытки восстановить мощь царства. Первые шаги в этом деле сделал Ицамнах-Кавиль, захватив Йашху в 799 году. Но при следующем правителе Вашаклахун-Убах-Кавиль внимание переносится на внутреннюю политику. После 830 года Сааль окончательно пошёл в упадок.
Последний известный правитель Сааля — Кактак-Чан-Чаки. Он упоминается лишь на алтаре 842 года. Во второй половине IX века Наранхо превратился в безлюдные руины. Есть предположение, что саальские цари перенесли свою столицу в Шунантунич, расположенный в 13 км к юго-востоку от Наранхо, правители которого использовали эмблемный иероглиф Сааля. Но также большинство исследователей считает, что в Шунантуниче правила одна из ветвей саальской династии.

## Известные правители[23]
- Ик-Мин
- Пуй-Пуй-Ахав (III век до н. э.)
- Цикин-Балам (V век)
- Наац-Чан-Ак (между 458 и 498)
- Кинич-Тахаль-Чак (VI век)
- Ах-Восаль-Чан-Кинич (546—615)
- Кушах-Чан-Кинич (>629-630/631)
- Какх-Чан-Чак (>644-680>)
- Иш-Вак-Чан-Ахав (682, до 741 совместно с преемником)
- Как-Тилиу-Чан-Чак (693—728)
- Яш-Майю-Чан-Чак (уп. 744)
- Как-Йипий-Чан-Чак (746—748)
- Как-Укалав-Чан-Чак (755—780)
- Кех-…ль-Кавиль
- Ицамнах-Кавиль (784—810)
- Вашаклахун-Убах-Кавиль (814)
- Кактак-Чан-Чаки (уп. 842)